# 塔基特納 (阿拉斯加州)
塔基特納（英語：Talkeetna）是位於美國阿拉斯加州馬塔努斯卡-蘇西特納自治市鎮的一個人口普查指定地區。根據2010年美國人口普查，該地人口為876人，而該地的面積約為111.20平方千米。

## 地理
塔基特納的座標為62°18′41″N 150°05′13″W / 62.31139°N 150.08694°W，而該地的平均海拔高度為106米（即348英尺）。